# 순다어 위키백과

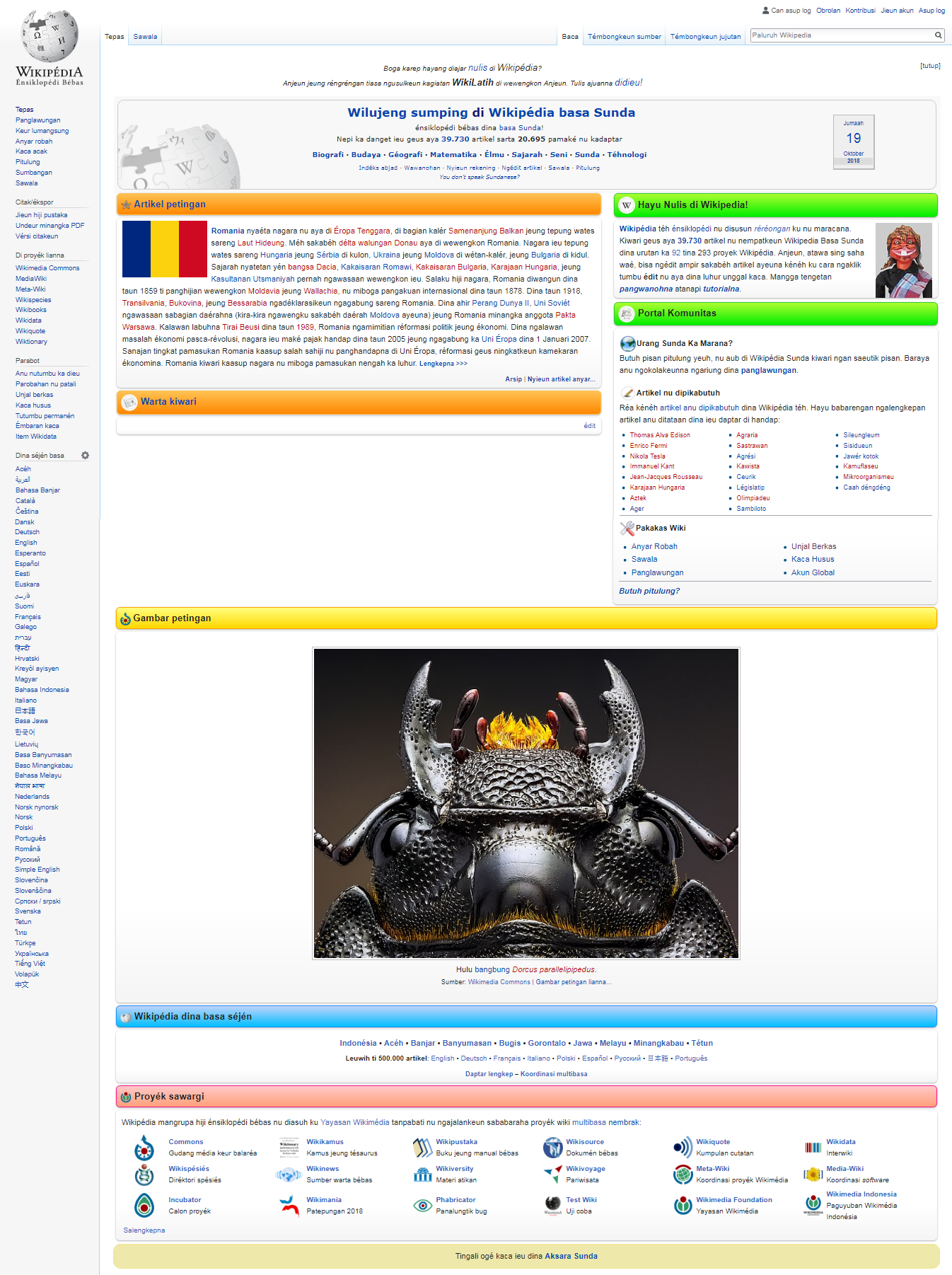

순다어 위키백과(순다어: Basa Sunda)는 순다어로 운영되는 위키백과 언어판이다. 2003년 10월 25일에 시작되었다. 기호는 su이다.